# الاتحاد الروسي للمهندسين
الاتحاد الروسي للمهندسين (نيل) (بالروسية: Российский союз инженеров (РСИ)) - وهي منظمة غير حكومية عموم روسيا من المهندسين، تصميم المهندسين والبنائين، والمخترعين، المبتكرين والباحثين والعلماء والموظفين العلمية والتقنية، ومديري الإنتاج الصناعي.
الاتحاد الروسي للمهندسين ليس النشاط السياسي. نيل يلخص، يعبر عن وتعزيز مصالح المجتمع العلمي والهندسي في روسيا.
تم تسجيل الاتحاد الروسي للمهندسين في 11 يناير 2011 من قبل وزارة العدل التابعة للاتحاد الروسي. ومع ذلك، فإن فكرة لدمج مهنة الهندسة تحت رعاية شركة مساهمة عامة يعود تاريخها إلى منتصف التسعينات، عندما ظهرت ضرورة موضوعية في التعاون بين المهندسين والعمال العلوم وأعلى المديرين.
وذلك اعتبارا من 1 يونيو 2013، والاتحاد الروسي للمهندسين تضم 42 الإدارات الإقليمية في أكبر مناطق البلاد. الاتحاد لديه أكثر من 2000 عضوا وأكثر من 30,000 مشاركا، الذين تنفيذ النشاط الرئيسي.
وقع الاتحاد الروسي للمهندسين في يونيو (حزيران) 2025 بروتوكول تعاون مشترك مع اتحاد المهندسين العرب بهدف تطوير التعاون في المجالات العلمية والهندسية والتقنية، وتبادل الخبرات في مجالات متنوعة، مثل صناعات النفط والغاز، والهندسة المدنية، وهندسة الفلزات، والصناعة الكيميائية، والصناعة التعدينية، والهندسة الميكانيكية، والصناعة الإلكترونية، والاتصالات، والنقل، وبناء السفن، والزراعة، والصناعات الخفيفة، وإنتاج الطاقة النووية، والطيران والفضاء، وتقنية النانو، والتقانة الحيوية، والذكاء الاصطناعي، والصناعات الطبية.

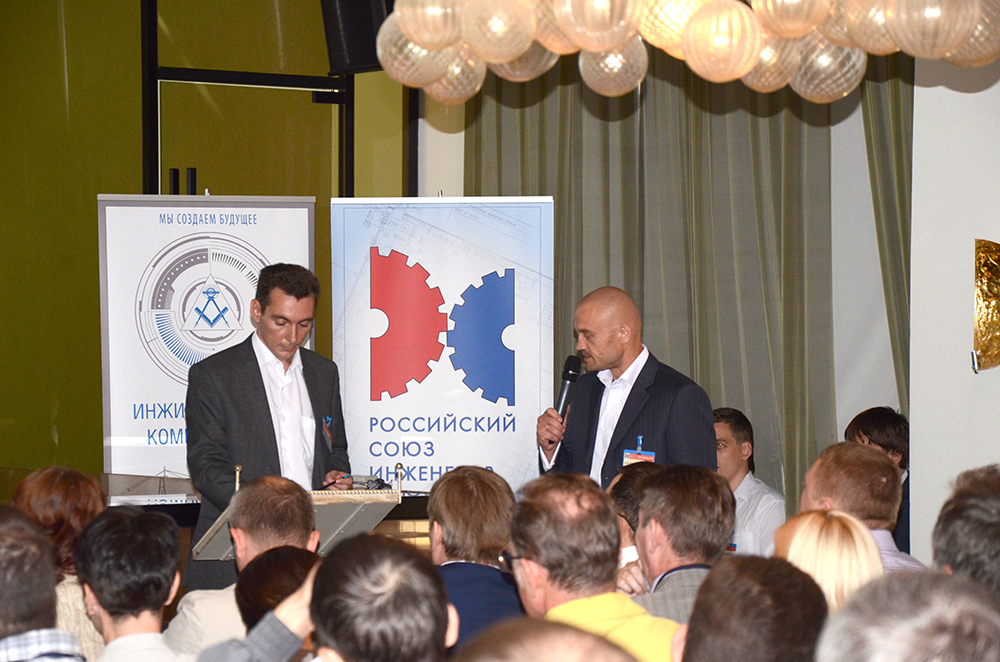
ممثلو شركة هندسية "2K" يشارك في مناقشة الندوة

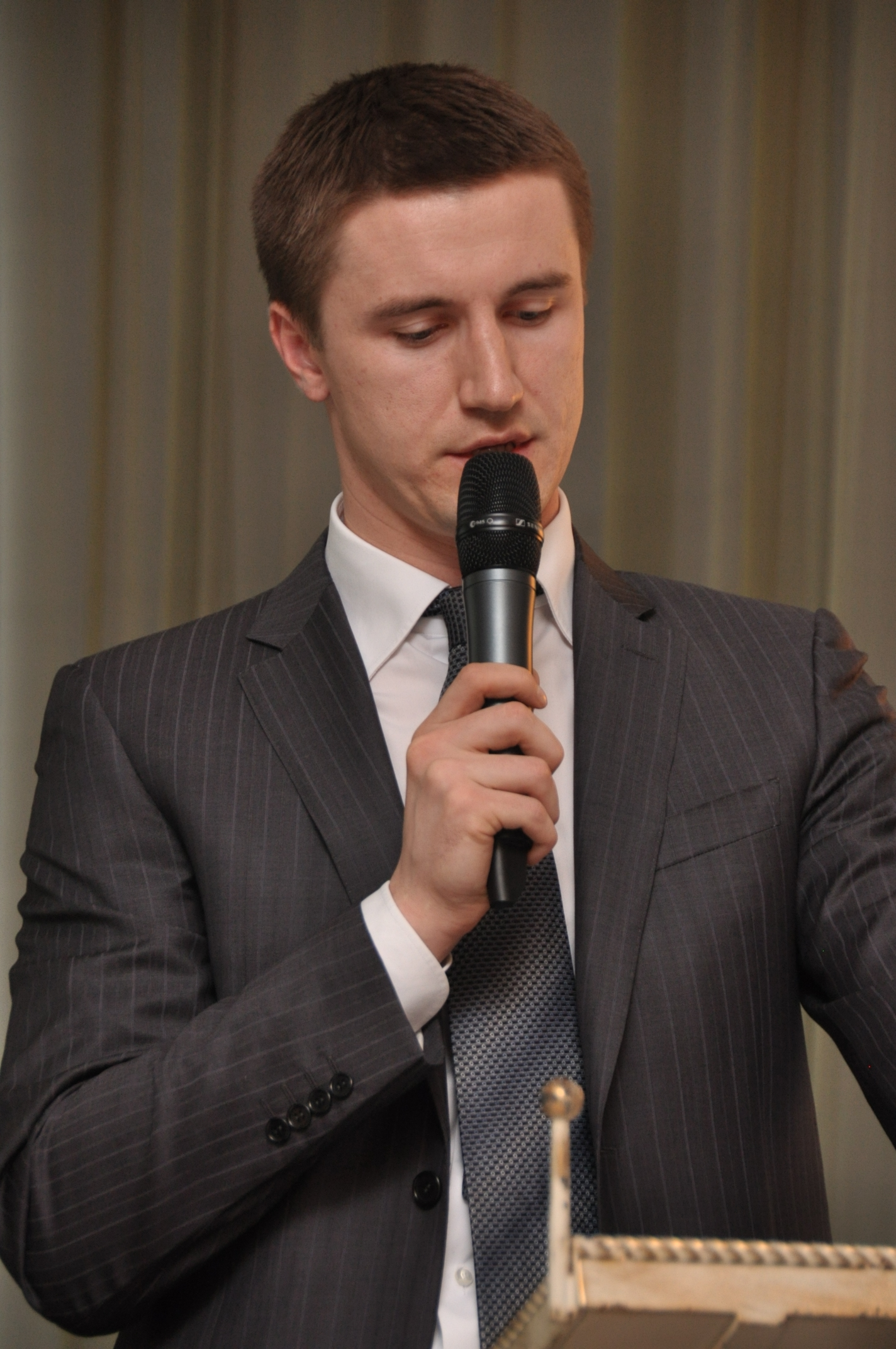
تناول ممثل Vnesheconombank المشاركين في الندوة من الاتحاد الروسي

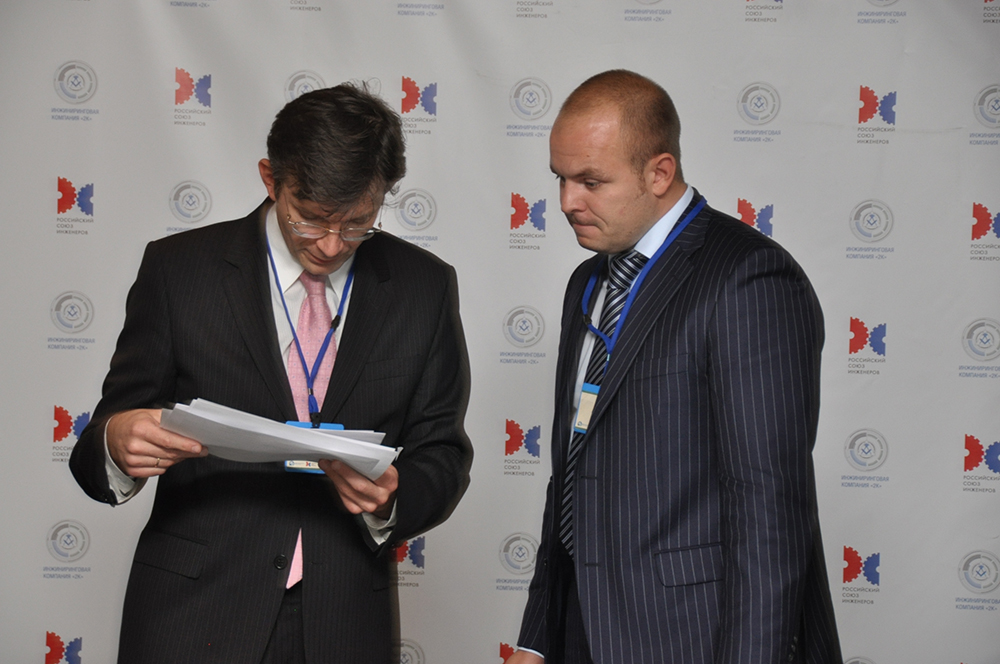
ممثل فرع موسكو من سيتي بانك التواصل مع ممثل الاتحاد الروسي للمهندسين

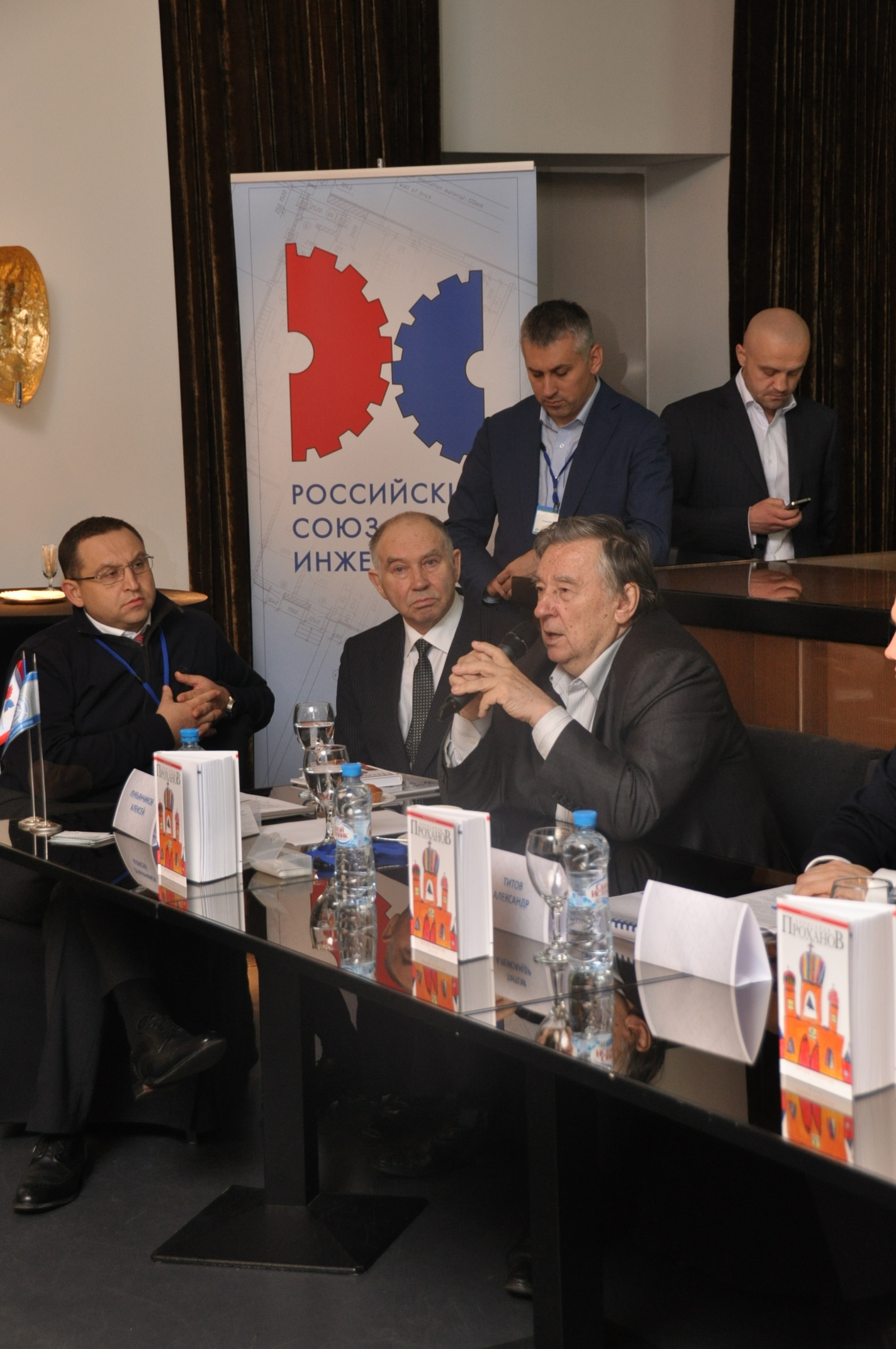
A.A. Prohanov يشارك في مناقشة الندوة

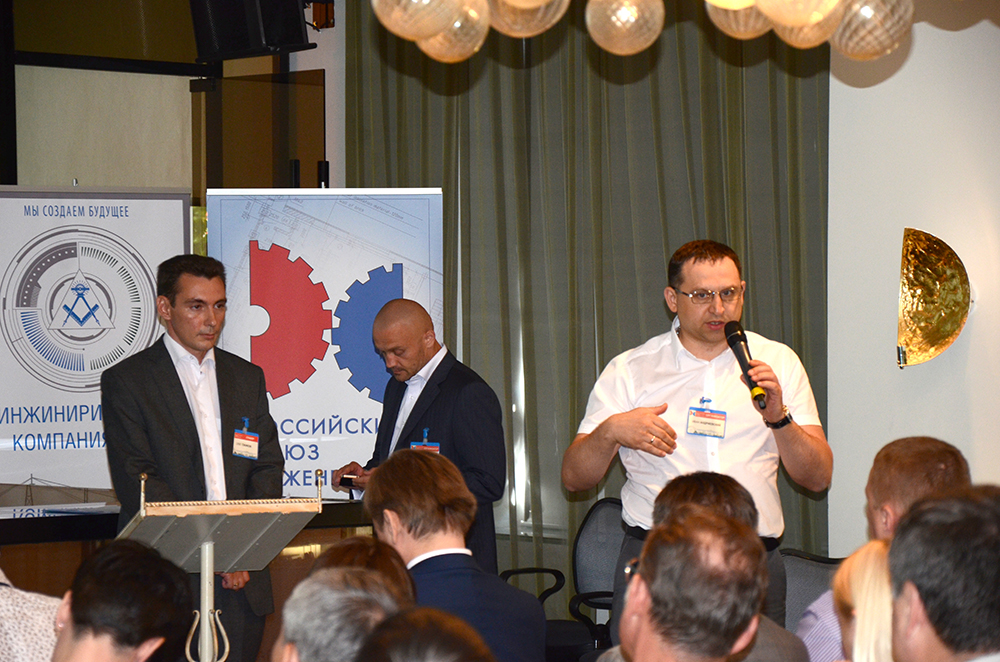
ممثلين شركة هندسية "2K" يشارك في المناقشة مواضيع الندوة

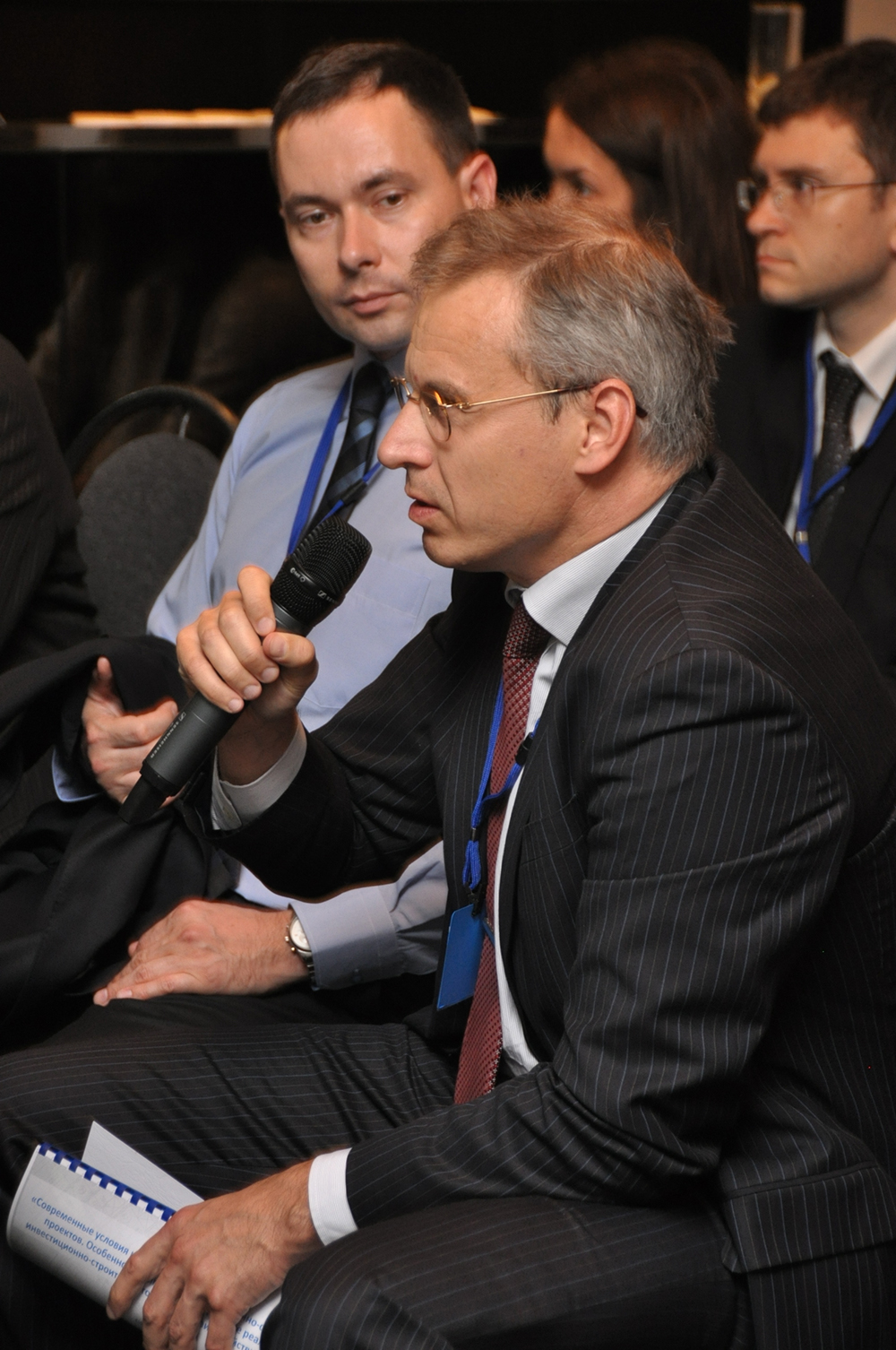
ممثلي مختلف المنظمات من روسيا مناقشة موضوعات الندوة

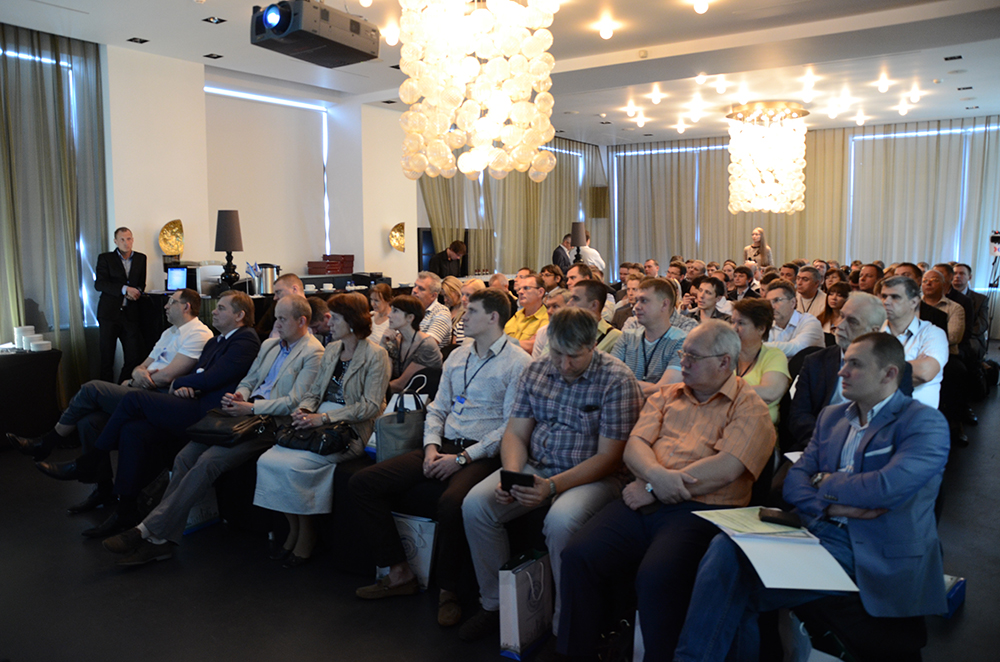
المشاركون في ورشة عمل الاتحاد الروسي للمهندسين

## أهداف ومهام الاتحاد الروسي للمهندسين
ويتمثل الهدف الرئيسي للاتحاد الروسي للمهندسين هو إنشاء منظمة غير حكومية من المهندسين للاتحاد الروسي على أساس القيم والمبادئ الحديثة موحد من الحكم الذاتي، وكذلك اندماجه في المجتمع الهندسة. أهداف هامة منها:
1. دراسة احتياجات المجتمع الهندسة والمشاكل التي تواجه المهندسين الروس؛
2. زيادة مستوى التميز الهندسي وتعزيز التعليم؛
3. صياغة جدول الأعمال وعقد مناقشات بشأن القضايا الملحة، المتعلقة بالتنمية الاقتصادية والصناعية؛
4. حماية وتعزيز مصالح أعضاء الاتحاد في السلطات التشريعية والتنفيذية والبلدية؛
5. التعاون مع المنظمات غير الحكومية الحكومية والنقابات العمالية، وتحسين تعويضات العمل وظروف العمل من المهندسين، وحماية مصالح المهندسين في المنظمات التجارية؛
6. المشاركة في إعداد القرارات الاتحادية والإقليمية والمحلية بشأن القضايا المتصلة بالأنشطة الفنية والهندسية، وتقديم الشرح كبار من الاتحاد إلى السلطات؛
7. عقد جلسات استماع عامة واستطلاع للرأي العام حول القضايا المتصلة اختصاص الاتحاد؛
8. فحص أنشطة الاتحاد في إعداد القرارات المتعلقة بتطوير التعليم الهندسي في روسيا؛
9. المشاركة في وضع معايير جديدة في الهندسة والتعليم التقني؛
10. تطوير الأنشطة الهندسية والابتكار، أعمال البحث والعلمي والتطوير، والمساهمة في التطور العلمي والتكنولوجي في الاتحاد الروسي؛
11. المساهمة في تطوير الإنتاج الصناعي، وتشكيل الظروف المواتية لاستعادة مكانة روسيا كقوة صناعية رائدة؛
12. المساهمة في تطوير الإنتاج الصناعي؛
13. مساعدة السلطات التشريعية والتنفيذية في تحديث الصناعة الروسية؛
14. تقديم المساعدة القانونية لل مهندسين الروسي في تسجيل براءات الاختراع والاختراعات؛
15. مساعدة للمهندسين ومخترعين في بحثهم عن المستثمرين الروس؛
16. الإقامة تطوير البناء في مجالات الصناعة والطاقة والنقل والزراعة؛[4]
17. تعزيز موقف روسيا في المجتمع الدولي الهندسية وإقامة علاقات مع شركات ومنظمات الهندسية الدولية؛
18. تطوير العلوم الدولية والتبادل التقني؛
19. تعزيز التطورات من المهندسين الروسي على المستوى الدولي، وزيادة الإمكانات العلمية والتقنية من روسيا.

وهكذا، وهناك خمسة اتجاهات رئيسية في نشاط نيل:
- تتكون الأنشطة العامة لل نيل في وضع الخطوط العريضة لمشاكل المجتمع والهندسة، والمساهمة في تطوير البرامج الفردية، بما في ذلك الصعيد الدولي؛
- التفاعل مع الدولة والسلطات البلدية لتعزيز مصالح المجتمع الهندسة في السلطات التشريعية والتنفيذية والبلدية، والمشاركة في إعداد وصياغة أو استعراضات الخبراء من القوانين التنظيمية الاتحادية أو الإقليمية أو المحلية؛

يتم توجيه * الأنشطة البحثية لل نيل في تنظيم وتطوير وتنفيذ البحوث الهندسية، بدءا من البحث والتطوير ل إجراء المزيد من البحوث المتخصصة في مجال إنتاج المواد.
- عمل الخبراء - إعداد تقارير الخبراء؛
- الأنشطة الدولية - تنظيم الاتصالات وتبادل المعرفة الهندسية بين العلمية الروسية والمجتمع الهندسة ونظرائهم من الدول الأخرى.

وفقا للنظام الداخلي للنيل، أعلى هيئة إدارته هو اتفاقية نيل. وتجتمع مرة واحدة في الاتفاقية خمس سنوات. يتم استدعاؤهم اتفاقية استثنائية بناء على قرار من هيئة رئاسة، الرئيس أو النائب الأول لرئيس الاتحاد، بناء على طلب خطي من لجنة التدقيق ومراجعة أو بناء على طلب خطي من أكثر من نصف من التمثيل الإقليمي للاتحاد. الهيئات الإدارية للاتحاد هي: اتفاقية الاتحاد، ورئاسة الاتحاد، ومكتب رئاسة مجلس الاتحاد. منذ عام 2013، Korygin نيكولاي ألكسندروف هو رئيس الاتحاد، م غ د ف والبريد في ومع إيفان أناتوليفيتش هو النائب الأول للرئيس، وكوفاليوف كونستانتين نيكولايفيتش هو نائب الرئيس - الأمين العام. يتم توفير التعزيز الفعال للاتحاد الروسي للتنمية المهندسين من قبل شركة هندسية "2K"

## التفاعل مع السلطتين التشريعية والتنفيذية
تتكون الأعضاء في الاتحاد الروسي للمهندسين في: مجالس الخبراء التابعة لل مجلس الدوما في الاتحاد الروسي:
- مجلس الخبراء حول التخطيط العمراني في إطار لجنة مجلس الدوما لمسائل الأراضي وبناء وتشييد؛
- مجلس الخبراء في إطار لجنة مجلس الدوما على إنتاج الطاقة. قسم على الحماية التشريعية لصناعة النفط؛
- مجلس الخبراء المعني التشريعات الاستثمارية في إطار لجنة مجلس الدوما على الأسواق المالية؛
- مجلس الخبراء في إطار لجنة مجلس الدوما للميزانية والضرائب؛
- مجلس الخبراء المعني المصرفية والتشريع التدقيق في إطار لجنة مجلس الدوما على الأسواق المالية؛
- مجلس الخبراء للاستثمارات في إطار لجنة مجلس الدوما للسياسة الاقتصادية وريادة الأعمال وتنمية الابتكار؛
- مجلس الخبراء المعني مرافق الطرق وتوزيع لوجيستي في إطار لجنة مجلس الدوما لمسائل الأراضي وبناء وتشييد؛
- مجلس الخبراء في إطار لجنة مجلس الدوما على إنتاج الطاقة. قسم على الحماية التشريعية لل صناعة تعدين الفحم؛
- مجلس الخبراء المعني تعدين وصناعة التعدين المعدنية في إطار لجنة مجلس الدوما على الصناعة؛
- مجلس الخبراء في إطار لجنة مجلس الدوما على النقل. قسم سلامة النقل.

مجالس الخبراء التابعة لل موسكو مجلس الدوما:
- مجلس الخبراء في إطار لجنة أملاك الدولة والأراضي من موسكو مجلس الدوما؛
- مجلس الخبراء في إطار لجنة النمو طويل الأجل والتنمية الحضرية في موسكو مجلس الدوما.

مجالس الخبراء التابعة لل الإقليمي الدوما موسكو:
- مجلس الخبراء في إطار لجنة الاقتصاد، ريادة الأعمال وسياسات الاستثمار من موسكو مجلس الدوما.

الوكالة الاتحادية البناء والإسكان وخدمات الإسكان في الاتحاد الروسي
- أعضاء مجلس إدارة الوكالة الاتحادية من البناء، خدمات الإسكان في الاتحاد الروسي

## إمكانيات الاتحاد الروسي للمهندسين
إمكانيات الاتحاد الروسي للمهندسين نظرا لسمعتها في المجتمع الروسي وقدرة العديد من أعضائها ومؤيديها. أعضاء في الاتحاد الروسي للمهندسين مشاركين نشطين في المجتمع الخبير الروسي في بناء وتطوير الصناعي، وتشارك في العديد من المشاريع، لديها قدر كبير من المعرفة والمعلومات التي تساهم في نجاح تنفيذ المشاريع الاستثمارية. أعضاء في الاتحاد الروسي للمهندسين اتخاذ موقف استباقي، والمساهمة في تطوير الاقتصاد الروسي.

## المشاريع الاجتماعية من الاتحاد الروسي للمهندسين
في 21 يناير، 2012، في متحف للفنون التطبيقية في موسكو، قدم الاتحاد الروسي للمهندسين لتقييم البرنامج العام لل نداء مدينة من المدن الروسية لعام 2011، والتي جذبت الكثير من الاهتمام من الجمهور ووسائل الإعلام والسلطات المحلية والإقليمية والاتحادية.
في 20 مايو 2013، وضعت وزارة التنمية الإقليمية للاتحاد الروسي، والوكالة الاتحادية البناء والإسكان في الاتحاد الروسي، الاتحاد الروسي للمهندسين وخبراء لومونوسوف جامعة موسكو الحكومية على تصنيف ومنهجية تقييم البيئة الحضرية وحلل 50 أكبر المدن الروسية. لهذا العمل، والمصممة الاتحاد أساليب تقييم جودة البيئة الحضرية وعتبة نداء المدينة. وقد تم تطوير تصنيف:
- بأمر من رئيس الاتحاد الروسي المحددة في الفقرة 1 من الواجبات رقم ПР - 534 لرئيس الاتحاد الروسي اعتبارا من 29 فبراير 2012، إلى الهيئات التنفيذية نتيجة للاجتماع بشأن «تدابير تنفيذ سياسة الإسكان» اعتبارا من 14 فبراير 2012
- بأمر من رئيس حكومة الاتحاد الروسي المحددة في الفقرة 4 من قائمة تعيينات № نفي 9 - 1581 «في وضع منهجية ل تقييم نوعية البيئة الحضرية وتقييم المدن الرئيسية في روسيا» من رئيس حكومة الاتحاد الروسي و 20 مارس 2012 .

## النشاط الدولي
النشاط الأكثر أهمية في نيل هو العمل الدولية الرامية على بناء وتعزيز العلاقة بين المجتمع من المهندسين الروس وزملائهم من البلدان الأخرى، وتطوير العلاقات مع المنظمات الهندسية الدولية، مثل: ORGALIME، FEANI، IAENG . لهذا الغرض، نيل يرتب:
- المؤتمرات والمحافل الدولية؛
- عروض وفعاليات معرض الحرف؛
- يخلق مجموعات عمل من الجهات المعنية مثل «روسيا - أوروبا»، «روسيا - الولايات المتحدة الأمريكية»، «روسيا - آسيا»، «روسيا - أفريقيا»؛
- يوفر أصحاب المصلحة بالمعلومات ذات الصلة؛
- تستعد قرارات الخبراء؛
- يخلق المشورة المهنية.

## الترويج لمشاريع الاستثمار الأجنبي في روسيا
ويرجع ذلك إلى الموارد الطبيعية الغنية، ومناطق واسعة غير مستغلة، والموظفين المتعلمين تعليما عاليا بالتزامن مع أجور منخفضة نسبيا على المستوى المحلي، كبيرة في السوق المبيعات المحلية، وارتفاع الطلب والتقبل إلى التكنولوجيات الجديدة من جاذبية الاستثمار في الاقتصاد الروسي. في مجموع الناتج الإجمالي لل«الأسواق العالمية الجديدة» حصة ثابتة الروسية حوالي 20٪. الإطار القانوني الحديثة التي تدعم الاستثمار الأجنبي، هو القانون «على الاستثمارات الأجنبية في الاتحاد الروسي»، وأكثر من 30 القوانين والمراسيم الصادرة عن رئيس قوانين يعادل الاتحاد الروسي. الاتحاد الروسي للمهندسين تقدم المساعدة إلى الاستثمار الأجنبي في الاقتصاد الروسي كمستشار الفنية المستقلة ومزود من قبل:
- تقديم المشورة والمساعدة القانونية للمستثمرين الأجانب في إعداد المشاريع الاستثمارية والمشاريع المشتركة؛
- الخبرة في اختيار من الشركاء؛
- تقديم المشورة للمستثمرين على الجوانب الهندسية للمشاريع؛
- تطويع المشاريع الأجنبية وفقا للمعايير الروسية والقواعد واللوائح الفنية؛
- الترويج للتسجيل، والتوحيد، ومنح التراخيص والشهادات؛
- حماية حقوق الملكية الفكرية للمستثمرين الأجانب؛
- توصيات بشأن استخدام المناطق الاقتصادية الخاصة والخيارات القانونية الأخرى؛
- حماية الاستثمار الأجنبي وفقا لقوانين الاتحاد الروسي.

الاتحاد الروسي للمهندسين يوفر الدعم للمستثمرين الأجانب وفقا للتشريعات الروسية واللوائح التي وضعتها UNIDO('منظمة الأمم المتحدة للتنمية الصناعية ")، مع الأخذ في الاعتبار ملامح من تشريعات كل موضوع الاتحاد الروسي على أراضي التي يجري تنفيذ المشروع.

## الأولويات القطاعية في الاتحاد الروسي للمهندسين
الاتحاد الروسي للمهندسين يوفر الدعم للاستثمار الأجنبي في مجالات مثل الصناعة، والطاقة، والنقل، والإنشاءات المدنية والزراعية، وتطوير الإسكان والخدمات المجتمعية والمناطق الحضرية. ويولى اهتمام كبير لتصدير التكنولوجيا المتقدمة، ومواد البناء الحديثة، وتكنولوجيات الطاقة الجديدة، التي تهدف على تطوير الرفاهية الاجتماعية والأمنية للشعب. يوفر نيل على المساعدة في البترول وصناعة الغاز، والطاقة الكهربائية، والمعادن، والتعدين، والكيميائية، والهندسة، والاتصالات، والاتصالات السلكية واللاسلكية، والصناعة التحويلية والتشييد وصناعة مواد البناء، صناعة وسائل النقل، والطيران، وبناء السفن وصناعة السيارات والصناعات الحرجية والزراعية والطبية وصناعة المستحضرات الصيدلانية.

## التفاعل الاتحاد الروسي للمهندسين مع المنظمات العامة الأخرى
بهدف توحيد المجتمع علوم وهندسة روسيا مع الاستثمار والمالية والهياكل، ونيل تتعاون بنشاط مع نادي الروسي الإدارة المالية الروسية نادي الإدارة المالية